# Pen y Gaer
Pen y Gaer (Pen-y-gaer en gallois) est une colline fortifiée de type castrum située près du village de Llanbedr y Cennin dans le county borough de Conwy, au pays de Galles. Ses deux fortifications remontent à l'âge du bronze. Les fondations de douze huttes sont encore visibles.